# Sven A. Eklund
Sven Axel Tankred Eklund, känd som Sven A. Eklund,  född 3 december 1916 i Stockholm, död 6 juni 1997 på Lidingö, var en svensk curlare. Han deltog i det lag som representerade Sverige i VM 1963. Senare blev han både lagledare för landslaget och ordförande för Internationella Curlingförbundet. Sven A. Eklund var far till Britt Ekland.

## Biografi

### Bakgrund
Sven A. Eklund föddes 1916 i Oscars församling i Stockholm. Han var, vid sidan om sitt livslånga curlingintresse, verksam som affärsman och drev en klädbutik i Stockholm.

### Curlingkarriär
Eklund var framgångsrik som curlingspelare sedan tidigt 1950-tal. 1952, 1954, 1955 och 1959 var han med och tog SM-guld i curling.
Han var 1963 en av spelarna vid curling-VM ("Scotch Cup" 1963), där Sverige representerades av Eklunds Åredalens CK (från Åre). Övriga spelare i laget var John-Allan Månsson (skip), Curt Jonsson (trea), Gustav Larsson (tvåa) och Magnus Berge (avslutare).
Sven A. Eklund verkade senare som lagledare för det svenska herrlandslaget. Han var 1956–66 ledamot och 1966–82 generalsekreterare i Svenska Curlingförbundet. Åren 1979–82 var han ordförande i Internationella Curlingförbundet. 1966 fick han motta Svenska Curlingförbundets Guldmedalj. 1982 belönades han med Elmer Freytag Award, och 2012 invaldes han postumt i "World Curling Hall of Fame".
Han tävlade under senare delen av karriären för curlingklubben Fjällgårdens CK.

### Övrigt
Sven A. Eklund var far till skådespelerskan Britt Ekland.

## Uttrycket "ekis"
Eklund var som aktiv och ledare länge en institution inom svensk curling och en man med starka åsikter. Efter Eklund myntades curlingbegreppet "ekis". Det syftar på ett tillstånd då curlingstenen under sin färd drar med sig "skräp på isen" (sandkorn och andra partiklar), vilket påverkar glid och riktning.